# Grand Prix Formule 1 van België 1956
De Grand Prix Formule 1 van België 1956 werd gehouden op 3 juni op het circuit van Spa-Francorchamps in Stavelot. Het was de vierde race van het seizoen.

## Uitslag
| Pos. | Nr. | Coureur                      | Constructeur   | Rondes | Tijd / Oorzaak uitval | Grid | Punten |
| ---- | --- | ---------------------------- | -------------- | ------ | --------------------- | ---- | ------ |
| 1    | 8   | Peter Collins                | Ferrari        | 36     | 2:40:00.3             | 3    | 8      |
| 2    | 6   | Paul Frere                   | Ferrari        | 36     | +1:51.3               | 8    | 6      |
| 3    | 34  | Cesare Perdisa Stirling Moss | Maserati       | 36     | +3:16.6               | 9    | 2 3S   |
| 4    | 10  | Harry Schell                 | Vanwall        | 35     | +1 Ronde              | 6    | 3      |
| 5    | 22  | Luigi Villoresi              | Maserati       | 34     | +2 Rondes             | 11   | 2      |
| 6    | 20  | André Pilette                | Ferrari        | 33     | +3 Rondes             | 16   |        |
| 7    | 32  | Jean Behra                   | Maserati       | 33     | +3 Rondes             | 4    |        |
| 8    | 24  | Louis Rosier                 | Maserati       | 33     | +3 Rondes             | 10   |        |
| DNF  | 2   | Juan Manuel Fangio           | Ferrari        | 23     | Transmissie           | 1    |        |
| DNF  | 12  | Maurice Trintignant          | Vanwall        | 11     | Benzinesysteem        | 7    |        |
| DNF  | 30  | Stirling Moss                | Maserati       | 10     | Wiel                  | 2    |        |
| DNF  | 4   | Eugenio Castellotti          | Ferrari        | 10     | Transmissie           | 5    |        |
| DNF  | 28  | Piero Scotti                 | Connaught-Alta | 10     | Motor                 | 12   |        |
| DNF  | 26  | Horace Gould                 | Maserati       | 2      | Versnellingsbak       | 15   |        |
| DNF  | 36  | Paco Godia                   | Maserati       | 0      | Ongeluk               | 13   |        |

## Statistieken
| Pole-position | Juan Manuel Fangio | Ferrari  | 4:09.8 |
| Snelste ronde | Stirling Moss      | Maserati | 4:14.7 |

## Noot
- Dit was het debuut voor de Italiaanse coureur Piero Scotti.
- Eerste rondes als raceleider en Grand Prix-winst voor Peter Collins.
- Eerste podiumplaats voor Paul Frère en voor een Belgische coureur.
- Dit was de vijfde Grand Prix-winst voor een Britse coureur.

1925 · 1930 · 1931 · 1933 · 1934 · 1935 · 1937 · 1939 · 1947 · 1949 · 1950 · 1951 · 1952 · 1953 · 1954 · 1955 · 1956 · 1958 · 1960 · 1961 · 1962 · 1963 · 1964 · 1965 · 1966 · 1967 · 1968 · 1970 · 1972 · 1973 · 1974 · 1975 · 1976 · 1977 · 1978 · 1979 · 1980 · 1981 · 1982 · 1983 · 1984 · 1985 · 1986 · 1987 · 1988 · 1989 · 1990 · 1991 · 1992 · 1993 · 1994 · 1995 · 1996 · 1997 · 1998 · 1999 · 2000 · 2001 · 2002 · 2004 · 2005 · 2007 · 2008 · 2009 · 2010 · 2011 · 2012 · 2013 · 2014 · 2015 · 2016 · 2017 · 2018 · 2019 · 2020 · 2021 · 2022 · 2023 · 2024 · 2025 · 2026 · 2027 · 2029 · 2031